# Malta en los Juegos Olímpicos de Los Ángeles 1984
Malta estuvo representada en los Juegos Olímpicos de Los Ángeles 1984 por siete deportistas, cinco hombres y dos mujeres, que compitieron en cinco deportes.
El portador de la bandera en la ceremonia de apertura fue el regatista Peter Bonello. El equipo olímpico maltés no obtuvo ninguna medalla en estos Juegos.